# Ricardo Oliveira
Ricardo Oliveira (São Paulo, 6 mei 1980) is een Braziliaanse voetballer. Hij speelt sinds 2015 bij Santos FC. In 2004 debuteerde hij in het Braziliaans voetbalelftal.

## Biografie
In zijn jeugd speelde Oliveira bij Portuguesa, waar hij op 20-jarige leeftijd zijn debuut in het eerste elftal maakte. Na drie jaar gespeeld te hebben bij Portuguesa werd hij gekocht door Santos FC, waar hij heel weinig speelde en waar hij dan ook maar een jaar is gebleven. De Braziliaan kwam voor een proefperiode bij Feyenoord, maar de aanvaller werd niet goed genoeg bevonden. Ricardo Oliveira vertrok vervolgens naar Valencia CF, waarvoor hij in 21 wedstrijden acht keer scoorde. Na één seizoen (2003-2004) vertrok hij naar Real Betis uit Sevilla, waar hij in 87 wedstrijden 39 keer scoorde. Inmiddels maakte hij ook zijn debuut in het Braziliaans voetbalelftal. Echter, aangezien hij bij Real Betis een ernstige blessure opliep, nam hij niet deel aan het WK 2006 in Duitsland. In de zomer 2006 werd Oliveira door Real Betis verkocht aan AC Milan als vervanger voor de naar Chelsea vertrokken Andrij Sjevtsjenko. Bij de Milanese club kon Oliveira weinig indruk maken. In januari 2007 leek hij betrokken te worden in de transfer van zijn landgenoot Ronaldo van Real Madrid naar AC Milan. Real Madrid zou 7.5 miljoen euro plus Ricardo Oliveira ontvangen voor Ronaldo. De Madrileense club en Oliveira kwamen echter niet tot een overeenkomst en de Braziliaan bleef in Milaan. In de zomer van 2007 vertrok hij naar Real Zaragoza, waarmee hij in het seizoen 07/08 degradeerde. Na daaropvolgend wederom één jaar voor Real Betis gespeeld te hebben, tekende Oliveira een contract in de Verenigde Arabische Emiraten.
Oliveira brak in 1998 het wereldrecord op het vlak van de snelste goal ooit, 2.8 seconden.

## Erelijst
Santos
- Topscorer Copa Libertadores

2003 (9 goals)
1 Júlio César ·
2 Mancini ·
3 Luisão ·
4 Juan ·
5 Renato ·
6 Gustavo Nery ·
7 Adriano ·
8 Kléberson ·
9 Luís Fabiano ·
10 Alex ·
11 Edu ·
12 Fábio ·
13 Maicon ·
14 Bordon ·
15 Cris ·
16 Dudu Cearense ·
17 Adriano C. ·
18 Júlio Baptista ·
19 Diego ·
20 Felipe ·
19 Ricardo Oliveira ·
20 Vágner Love ·
Coach: Parreira
1 Dida ·
2 Maicon ·
3 Lúcio ·
4 Roque Júnior ·
5 Emerson ·
6 Gilberto Melo ·
7 Robinho ·
8 Kaká ·
9 Adriano ·
10 Ronaldinho  ·
11 Zé Roberto ·
12 Marcos ·
13 Cicinho ·
14 Juan ·
15 Luisão ·
16 Léo ·
17 Gilberto Silva ·
18 Juninho Pernambucano ·
19 Renato ·
20 Júlio Baptista ·
21 Ricardo Oliveira ·
22 Edu ·
23 Gomes ·
Coach: Parreira